# ونبلس، اور
{{Infobox French commune
ونبلس، اور (به فرانسوی: Venables, Eure) یک کمون (بخش) سابق در نرماندی واقع در شمال فرانسه است. در ۱ ژانویه ۲۰۱۷، با کمون (بخش) لس ترویس لاک (به انگلیسی: Les Trois Lacs) ادغام شد.

## خصوصیات
ونبلس ۱۴٫۸۶ کیلومترمربع مساحت دارد و آخرین جمعیت آن ۷۹۴ نفر (در سال ۲۰۱۷) بود. همچنین ۱۲۵ متر بالاتر از سطح دریا واقع شده‌است.